# Chen Ning Yang
Yang Chen-Ning (Frank) (Hefei (Anhui), 1 oktober 1922) is een Chinees natuurkundige. In 1957 ontving hij samen met Tsung-Dao Lee de Nobelprijs voor de Natuurkunde voor hun theoretische onderzoek naar pariteitsschending in de zwakke wisselwerking, die in 1956 experimenteel was bevestigd door Chien-Shiung Wu.

## Biografie
Yang werd geboren als oudste van de vijf kinderen van Ko-Chuen Yang (1896-1973), hoogleraar wiskunde, en Meng-Hua Luo. Hij bezocht de basis- en middelbare school in Beijing, maar de familie verhuisde in de herfst van 1937 naar Hefei na de Japanse inval in China. In 1938 vertrokken ze naar Kunming waar hij de universiteit bezocht en in 1942 zijn bachelor behaalde onder supervisie van professor Ta-You Wu (1907-2000). Zijn mastergraad verkreeg hij in 1944 aan de Tsinghua-universiteit, die tijdelijk in Kunming zetelde wegens de Chinees-Japanse oorlog.
Op een studiebeurs van de Tsinghua Universiteit vertrok hij aan het einde van de oorlog naar de Verenigde Staten waar hij in januari 1946 terechtkwam op de universiteit van Chicago waar hij studeerde onder kernfysici als Edward Teller en Enrico Fermi.
Na het behalen van zijn doctoraat (Ph.D.) in 1948 werkte hij een jaar lang als docent aan de universiteit van Chicago. In 1949 vertrok hij naar het Institute for Advanced Study te Princeton, waar hij aan een vruchtbare samenwerking begon met zijn landgenoot Tsung-Dao Lee. Van 1966 tot 1999 was hij hoogleraar aan de State University of New York te Stony Brook. In 1984 was Yang buitengewoon hoogleraar van de Lorentz-leerstoel aan de Universiteit Leiden.
Yang was gehuwd met onderwijzeres Chih Li Tu, met wie hij twee zonen, Franklin jr. en Gilbert, en één dochter, Eulee, kreeg. Zijn vrouw overleed in 2003, waarna de toen 82-jarige Yang een relatie begon met de 28-jarige studente Weng Fan. In december 2004 traden ze in het huwelijk.
In 1964 verwierf hij de Amerikaanse nationaliteit. Toen hij in 2004 verblijfrecht in China verkreeg, nam hij zijn intrek in zijn vroegere vaderland. Ook zag hij in 2015 af van zijn Amerikaans staatsburgerschap en werd Chinees staatsburger.
Inmiddels werd hij in 2022 100 jaar oud.

## Pariteitsschending
In 1956 vermoedden Yang en T.D. Lee dat natuurkundige processen die werden beheerst door de zwakke kernkracht mogelijk verschilden van hun spiegelbeeld – een eigenschap die de naam 'pariteitsschending' zou krijgen. Tot dan had men als vanzelfsprekend aangenomen dat voor alle natuurkundige processen het gespiegelde proces eveneens mogelijk was, ofwel pariteitsinvariant waren. Echter deze aanname was nooit experimenteel getest.
Om hier uitsluitsel over te geven bedachten ze een experiment die door madame Chien-Shiung Wu van de Columbia-universiteit in december 1956 werd uitgevoerd, namelijk het bètaverval van kobalt-60. Het resultaat van het experiment bevestigde inderdaad het vermoedden van Yang en Lee dat de pariteit van de zwakke kernkracht niet behouden was. Daarvoor ontvingen ze in datzelfde jaar 1957 de Nobelprijs.

## Yang-Mills-theorie
Samen met collega Robert L. Mills stelde Yang vast dat subatomaire deeltjes zwakke interacties ondergaan via velden. Hoewel deze Yang-Mills-theorie correct leek, leverden de bijbehorende wiskundige vergelijkingen steeds oneindige (en dus onzinnige) antwoorden op. Pas in 1971 wisten de Nederlandse fysici Veltman en 't Hooft de vergelijkingen van Yang en Mills te 'renormaliseren', ofwel dankzij hun aanpassingen verdwenen de onlogische oneindigheden uit de rekenkundige formules. Voor aanpassingen was de introductie van een nieuw deeltje nodig: het higgsdeeltje, waarvan het bestaan eind juni 2012 werd vastgesteld.

## Erkenning
Naast de Nobelprijs voor de Natuurkunde in 1957 mocht Yang nog een aantal belangrijke prijzen en medailles in ontvangst nemen, waaronder:
- 1957 – Albert Einstein Award (samen met Lee)
- 1980 – Rumford-Prijs (Samen met Mills)
- 1986 – National Medal of Science
- 1988 – Oskar Klein Memorial Lecture and Medal
- 1993 – Benjamin Franklin Medal
- 1994 – Bower Award
- 1995 – Albert Einsteinmedaille
- 1996 – N. Bogoliubov-prijs
- 1999 – Lars Onsager Prize
- 2001 – King Faisal International Prize